# Caudron G.3
El Caudron G.3 va ser un biplà monomotor construït per la firma Société des Avions Caudron, àmpliament utilitzat durant la I Guerra Mundial com a avió de reconeixement i d'entrenament. En comparació amb els seus competidors tenia un millor règim d'ascens i era considerat especialment apte per al vol en zones de muntanya.

## Desenvolupament
Va ser dissenyat per Gaston Caudron com una evolució per a ús militar de l'anterior Caudron G.2. Va volar per primera vegada el maig de 1914 al seu aeròdrom de Le Crotoy.
L'aparell tenia una cabina de pilotatge curta per a la tripulació, amb un únic motor radial de pistons al morro i doble estructura de cua. Amb una configuració sesquiplana el control lateral s'aconseguia mitjançant la conformació de la forma de l'ala, tot i que aquest sistema va ser reemplaçat als últims models fabricats per alerons convencionals col·locats sobre l'ala superior.
Arran del començament de la I Guerra Mundial va ser encarregat en grans quantitats. Les fàbriques Caudron van produir 1.423 aeroplans (en total 2.450 construïts a França), sent produït sota llicència en altres països (233 a Anglaterra i 166 a Itàlia). Els germans Caudron no van cobrar quantitat alguna en concepte de llicència pel disseny, com a mostra de patriotisme.
Habitualment el G-3 no estava armat, tot i que en alguna ocasió es va equipar amb metralladores lleugeres de petit calibre i algunes petites bombes que eren llançades a mà.
Va ser seguit en producció pel Caudron G.4, que era un desenvolupament bimotor.

## Història operacional
El G.3 va equipar l'Esquadrilla C.11 de l'Aéronàutique Militaire Francesa en començar la guerra, i resultava adequat per al seu ús en reconeixement, mostrant-se resistent i fiable. No obstant això, en avançar la guerra, les seves pobres prestacions i el fet que anava desarmat el van convertir en vulnerable per al servei en primera línia, de manera que els francesos el van retirar de les operacions de primera línia a mitjans de 1916. El Cos Aeri Australià va operar el G.3 durant la Campanya de Mesopotàmia de 1915–16.
Els italians també van utilitzar el G.3 per al reconeixement a gran escala fins al 1917, com va fer el Royal Flying Corps britànic (continuant les operacions fins a l'octubre de 1917), els qui a més el van equipar amb bombes lleugeres i metralladores per a atac a terra.
Va continuar en ús com a avió d'entrenament, després de cessar en les operacions de combat, fins al final de la guerra. En mans xineses, concretament a la força aèria del clan Fengtian, durant l'Era dels senyors de la guerra, va continuar en servei en funcions d'entrenament fins a l'Incident de Mukden, quan la majoria van ser capturats pels japonesos, ignorant-se la seva destinació final.
En 1921 Adrienne Bolland, una pilot de proves que treballava per Caudron, va creuar els Andes amb un G.3, entre Argentina i Xile, sent la primera dona a sobrevolar els Andes. Una altra fita va ser la plusmarca femenina d'altitud aconseguida per Madame de la Roche (3.900 m).
A Espanya l'Aeronàutica Militar va adquirir aproximadament una dotzena d'aparells, que van ser destinats a les Escoles de Vol de Getafe i Sevilla, per a comeses d'escola elemental.
L'arribada del Avro 504 va accelerar la seva retirada de servei el 1920.

## Variants
- La majoria dels G.3 eren del model A.2, utilitzats per diverses forces aèries per a l'observació del tir d'artilleria en el front occidental, a Rússia i a Orient Mitjà.
- El D.2 era un avió d'entrenament biplaça, equipat amb doble comandament.
- L'I.2 era un entrenador bàsic.
- La versió R.1, que s'havia desenvolupat a partir de la versió bàsica, va ser usada per França i els Estats Units per a l'entrenament del rodatge en terra, havent-li retirat la tela de grans àrees de l'ala per evitar que pogués desenganxar.
- L'última versió, la G.3 L2 estava equipada amb el més potent motor radial de 100 cv Anzani.

A Alemanya, Gotha va fabricar còpies del G.3 com LD.3 i LD.4 (Land Doppeldecker - biplà terrestre)

## Exemplars preservats
Els Caudron G.3 es troben exposats en diversos museus, inclosos el Museu de la RAF en Hendon, el Museu de l'Aire i de l'Espai de París, El Museu Real d'Història Militar de Brussel·les, el Museu Aeronàutic Luis Hernán Paredes de Maracay, Veneçuela i en el Museu Aeroespacial de Rio de Janeiro. Un aparell (1I.18) està sent reparat en l'actualitat en el Museu d'Aviació de Hallinportti (Finlàndia).

## Característiques (G.3)

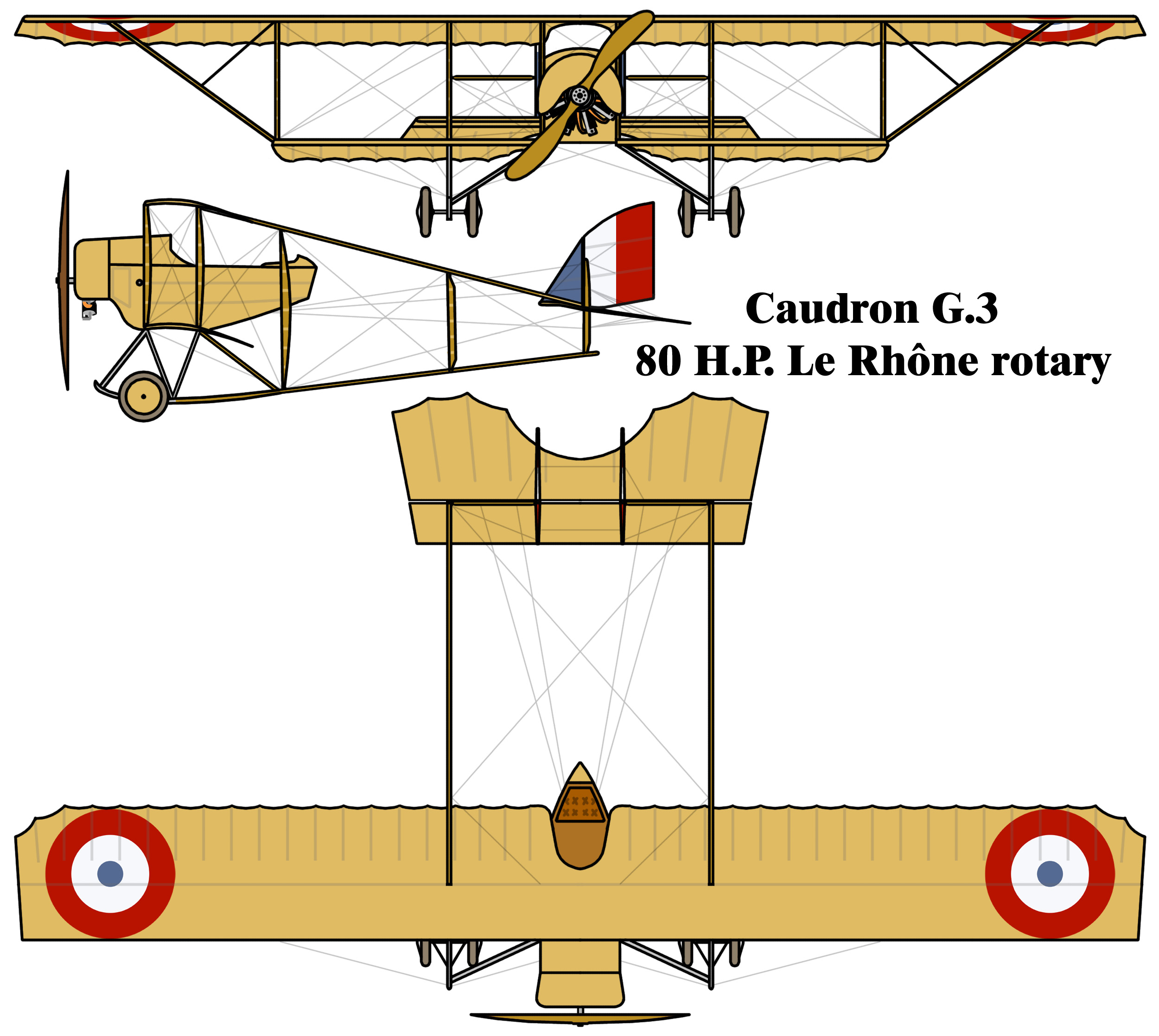

Característiques generals
- Tripulació: 1
- Longitud: 6,40 m
- Envergadura: 13,40 m
- Alçada: 2,50 m
- Superfície de l'ala 27 m2
- Pes buit: 420 Kg
- Pes màxim d'enlairament: 710 Kg
- Motors: 1×  Le Rhone 9C radial , 80 cavalls de vapor

 Rendiment 
- Velocitat màxima: 106 km/h
- Sostre de servei: 4.300 m